# Giulio Boschi
Giulio Boschi (Perugia, 2 marzo 1838 – Roma, 15 maggio 1920) è stato un cardinale italiano.

## Biografia
Nacque a Perugia il 2 marzo 1838.
Papa Leone XIII lo nominò vescovo il 1 giugno 1888, consacrato l'11 giugno nella chiesa della Santissima Trinità a Montecitorio di Roma dal cardinale Carlo Laurenzi, assistito da Federico Pietro Foschi arcivescovo di Perugia e da Francesco Trotta vescovo di Teramo. Guidò le diocesi di Todi e Senigallia. Il 19 aprile 1900 papa Leone XIII lo nominò arcivescovo di Ferrara e lo elevò al rango di cardinale nel concistoro del 15 aprile 1901.
Partecipò al conclave del 1903 che elesse  papa Pio X e a quello del 1914 che elesse papa Benedetto XV.
Morì alle ore 14:30 del 15 maggio 1920 all'età di 82 anni. Il funerale fu celebrato il 19 maggio nella chiesa di Sant'Ignazio di Loyola, fu sepolto nella cappella del capitolo della basilica patriarcale vaticana del cimitero del Verano.

## Genealogia episcopale e successione apostolica
La genealogia episcopale è:
- Cardinale Scipione Rebiba
- Cardinale Giulio Antonio Santori
- Cardinale Girolamo Bernerio, O.P.
- Arcivescovo Galeazzo Sanvitale
- Cardinale Ludovico Ludovisi
- Cardinale Luigi Caetani
- Cardinale Ulderico Carpegna
- Cardinale Paluzzo Paluzzi Altieri degli Albertoni
- Papa Benedetto XIII
- Papa Benedetto XIV
- Papa Clemente XIII
- Cardinale Marcantonio Colonna
- Cardinale Giacinto Sigismondo Gerdil, B.
- Cardinale Giulio Maria della Somaglia
- Cardinale Luigi Lambruschini, B.
- Papa Leone XIII
- Cardinale Carlo Laurenzi
- Cardinale Giulio Boschi

La successione apostolica è:
- Vescovo Angelo Maria Filippo Sinibaldi (1904)
- Vescovo Annibale Lupi (1906)
- Vescovo Domenico Mannaioli (1907)
- Vescovo Anselmo Evangelista Sansoni, O.F.M. (1907)
- Vescovo Adamo Borghini (1909)
- Vescovo Domenico Pasi (1913)
- Vescovo Ambrogio Riccardi (1916)
- Vescovo Luigi Ferretti (1918)